# Muhammed Al-Jasser

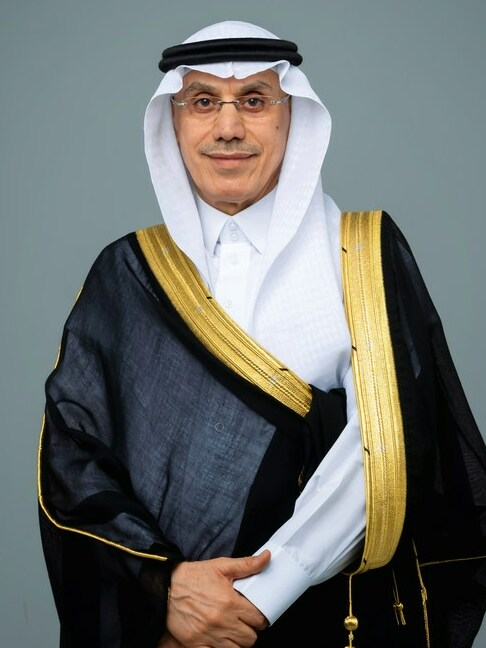
Muhammed Al-Jasser

Muhammad Sulaiman Al-Jasser (arabisch محمد سليمان الجاسر, DMG Muḥammad Sulaymān al-Ǧāsir) ist ein saudi-arabischer Ökonom und seit August 2021 amtierender Präsident der Islamischen Entwicklungsbank. Al-Jasser ist derzeit Berater im Generalsekretariat des Ministerrats von Saudi-Arabien und Vorsitzender der Generalbehörde für Wettbewerb.

## Auszeichnungen und Ehrungen
- 2024 – Order of the Republic of The Gambia (Grand Commander) (GCRG Honorary)[2]